# Stewartita
La stewartita és un mineral de la classe dels minerals fosfats, i dins d'aquesta pertany a l'anomenat grup de la laueïta. Va ser descobert l'any 1912 en la mina Stewart del comtat de Sant Diego, a l'estat de Califòrnia (EUA), sent anomenada així pel nom de la mina.

## Característiques químiques
És un fosfat hidroxilat i hidratat de ferro i manganès de fórmula Mn²⁺Fe³⁺₂(PO₄)₂(OH)₂(H₂O)₆·2H₂O. El grup de la laueïta en què s'enquadra són tots fosfats i arsenats del sistema cristal·lí triclínic. És trimorf amb la laueïta i amb la pseudolaueïta.

## Formació i jaciments
És un mineral d'aparició rara, es forma com a producte de l'oxidació d'altres minerals fosfats primaris, en complexos zonats de roques pegmatites de tipus granit.
Sol trobar-se associat a altres minerals com: litiofilita, trifilita, hureaulita, strunzita, laueïta, pseudolaueïta, eosforita, rockbridgeeïta, strengita, diadochita, fosfosiderita i òxids del ferro-manganès.